# Квантеферон
Квантеферон (иногда квантиферон, квантифероновый тест; англ. QuantiFERON) — торговое название иммуноферментного диагностического теста туберкулезной инфекции, производимого немецкой компанией QIAGEN. Тест использует технологию ELISA для обнаружения гамма-интерферонов иммунного ответа.
В 2010 году был разрешен к применению в России, тест получил регистрационное удостоверение медицинского изделия ФСЗ 2010/06376 от 04.03.2010.

## Описание
Анализ выявления гамма-интерферона (англ. Interferon gamma release assay) (IGRA) является средством диагностики активной или латентной туберкулезной инфекции. Анализ заменяет маркеры инфекции микобактерий туберкулеза и указывает на наличие клеточного иммунного ответа на микобактерии туберкулеза. Анализ не различает скрытую инфекцию и заболевание активным туберкулезом. Его не следует использовать в качестве единственного метода диагностики активного туберкулеза, для чего применяется микробиологический диагноз. Положительный результат анализа не обязательно указывает на туберкулезную инфекцию (ТБ), но также может быть вызван инфекцией нетуберкулезных микобактерий. Отрицательный анализ не исключает активного заболевания ТБ. Чувствительность теста составляет 70−80 %.
Этот анализ не зависит от статуса вакцинации Кальмета-Герена (БЦЖ) и предпочтителен перед пробой туберкулина кожи (ТТ) для оценки латентной туберкулёзной инфекции у БЦЖ-вакцинированных лиц. Но он, также, как и ТТ, не адаптирован для выявления активного туберкулёза.

## Применение
Анализ выявляет специфический гамма-интерферон для диагностики туберкулеза. В 1999-м году Судха Поттумарти (англ. Sudha Pottumarthy) вместе с другими исследователями на основании проведенного исследования высказали предположение о возможной замене теста Манту на квантифероновый тест. В 2001-м году Министерство здравоохранения и социальных служб США одобрило Квантеферон к применению (на протяжении части 2016 года статус был отозван). Диагностика квантифероновым тестом используется в клинических испытаниях новых противотуберкулезных вакцин.
Метод IGRA и собственно Квантиферон предназначен для оценки клеточного иммунного ответа на стимуляцию пептидными антигенами — микобактериальными белками. Для этого используют пептиды ESAT-6 и CFP-10 (эти антигены присутствуют у M. tuberculosis, но при этом отсутствуют у всех штаммов BCG и большинства нетуберкулезных микобактерий). В крови людей, инфицированных комплексом M. Tuberculosis, обычно присутствуют лимфоциты, распознающие эти и другие микобактериальные антигены. Этот процесс распознавания включает образование и секрецию гамма−интерферона. Тест QuantiFERON-TB Gold основан на количественном определении интерферона гамма методом иммуноферментного анализа для оценки in vitro иммунных реакций на высоко специфичные пептидные антигены к M. tuberculosis.
QFT является непрямым тестом на инфекцию M. tuberculosis (включая само заболевание). Интерпретация результатов теста должна сопровождаться оценкой риска, радиографическими и другими медицинскими диагностическими обследованиями.

## Название теста
Название происходит от его оригинального названия QuantiFERON, также известного как QFТ и являющегося зарегистрированной торговой маркой.

## Принцип теста
По информации производителя, QuantiFERON-TB Gold (QFT) основан на иммунноферментном анализе (ИФА, англ. ELISA) цельной крови, при котором оценивается клеточно-опосредованный иммунный ответ у ТБ-инфицированных лиц путем оценки высвобождения гамма−интерферона IFN-γ (IGRA).
В тесте используется смесь пептидов, имитирующая белки ESAT-6 и CFP-10 возбудителя туберкулёза. Результат сообщается как квантификационная ИФА-гамма в международных единицах (IU) на мл. Индивидуум считается положительно инфицированным туберкулезом если ИФА-гамма ответ на антигены ТБ выше контрольных отсечек (после вычитания фонового гамма — ИФА-отклик в отрицательном контроле).
Система QFT включает в себя специальные пробирки, предназначенные для сбора образцов цельной крови методом стандартной венепункции. Пробирки содержат антигены, характерные для M. tuberculosis, и контрольные пробирки. Инкубация пробирок с образцами крови длится 16−24 ч. Затем плазма отделяется и исследуется на наличие в ней гамма-интерферона, образующегося в качестве иммунного ответа на пептидные антигены.
Тест QFT состоит из двух этапов. На первом этапе производится сбор проб цельной крови в несколько вакуумных пробирок QFT, а именно нулевую контрольную пробирку, пробирку со специфическими антигенами (ТВ-антиген) и пробирку с митогеном. Пробирка с митогеном может использоваться в качестве положительного контроля. Это особенно целесообразно в том случае, если иммунный статус пациента не ясен. Кроме того, пробирка с митогеном может быть использована для контроля правильного обращения с пробой крови и ее надлежащей инкубации.
Пробирки инкубируют при 37±1 °C. После инкубации 16−24 часа пробирки центрифугируют. На втором этапе отбирают плазму крови и методом иммуноферментного анализа (ИФА, англ. ELISA) в ней определяют количество гамма−интерферона (в МЕ/мл). Полученный результат интерпретируют по установленному алгоритму.

## Преимущества и недостатки
Преимущества теста:
- требуется только один визит пациента для забора крови;
- результаты могут быть готовы в течение 24 часов[11];
- не оказывает влияния на реакции других тестов, которые могут произойти, например, при туберкулиновых кожных пробах (ТКП);
- не подлежит субъективной оценке, как это может произойти при ТКП;
- не зависит от предыдущей БЦЖ вакцинации;
- не влияет на результаты любых последующих анализов;
- не требует ввода препаратов или вакцин;
- наименьший процент неправильного результата — около 2 % (Манту — около 30 %, для сравнения);
- не имеет противопоказаний к применению.

Недостатки и ограничения теста:
- образцы крови должны быть обработаны в течение 12 часов после сбора и пока белые клетки крови по-прежнему жизнеспособны;
- существует ограниченные данные об использовании Квантеферона у детей в возрасте до 17 лет, среди лиц недавно подвергшихся воздействию микобактерий туберкулеза, а также среди лиц с нарушенным иммунитетом (например, нарушение функции иммунной системы, вызванное ВИЧ-инфекцией или синдромом приобретенного иммунодефицита СПИД, текущее лечение с помощью иммунодепрессантов, некоторые гематологические расстройства, специфические злокачественные опухоли, диабет, силикоз и хроническая почечная недостаточность);
- ошибки при сборе и транспортировке образцов крови или в выполнении и интерпретации анализа может снизить точность теста;
- недостаточность данных об использовании Квантеферона, для определения тех, кто находится в опасности развития заболевания;
- ложноположительные результаты[12], в том числе из-за Mycobacterium szulgai, Mycobacterium kansasii и Mycobacterium Marinum;
- повышенная частота неопределенных результатов при COVID-19[13].